# Medaille van de Arbeid (Kameroen)
De Medaille van de Arbeid (Frans: "Médaille du Travail" ook wel "Médaille d’Honneur du Travail") is een onderscheiding van de Republiek Kameroen. De medaille wordt in verguld zilver (vermeille) en zilver (argent) uitgereikt.
De regering van Kameroen verleent ieder jaar ridderorden en medailles aan de inwoners van dat land. Ook vreemdelingen komen voor de Kameroensche onderscheidingen in aanmerking.
Deze medaille wordt aan een 32 millimeter breed lint gedragen. Het lint is in twee verticale banden in de kleuren rood en wit verdeeld. Op een foto uit 2013 zijn groen met rode linten te zien.
Men draagt de medaille op de linkerborst.